# 放送所前駅
放送所前駅（パンソンソアプえき）は大韓民国ソウル特別市麻浦区にかつて存在した大韓民国鉄道庁唐人里線の駅である。

## 歴史
- 1932年10月1日 - 開業。
- 1974年8月15日 - 廃止[1]。

## 隣の駅
韓国鉄道公社
唐人里線
細橋里駅 - 放送所前駅 - 唐人里駅